# Prvenstvo Zagrebačkog nogometnog podsaveza 1932./33.

Prvenstvo Zagrebačkog nogometnog podsaveza 1932./33. bilo je četrnaesto po redu nogometno natjecanje u organizaciji Zagrebačkog nogometnog podsaveza. Natjecanje u 1. A razredu započelo je 20. studenog 1932. godine. Zbog reorganizacije jugoslavenskog nogometnog prvenstva koje je igrano cijelu 1933. godinu, najjači klubovi Zagrebačkog nogometnog podsaveza, HAŠK, Građanski i Concordia nisu mogli nastaviti proljetni dio natjecanja u prvenstvu ZNP-a. Proljetni dio natjecanja u 1. A razredu nastavili su Viktorija, Željezničar i Šparta. Viktorija je u posljednjoj utakmici 23. travnja 1933. godine pobjedom nad Špartom 3:0 osvojila naslov prvaka.

## Natjecateljski sustav
Prvenstvo Zagreba bilo je podijeljeno u 4 razreda. U najjačem 1. A razredu igralo je 6 momčadi koje su dvokružnim natjecateljskim sustavom trebale odlučiti o prvaku. Zbog obaveza najjačih zagrebačkih klubova u jugoslavenskom prvenstvu natjecanje su nastavili ostali klubovi računajući samo njihove međusobne rezultate iz jesenskog dijela sezone.

## I. A razred

### Rezultati
| rezultatska križaljka | HAŠ  | GRA  | CON  | VIK  | ŽEL | ŠPA |
| --------------------- | ---- | ---- | ---- | ---- | --- | --- |
| HAŠK                  | HAŠ  | n.o. | 3:1  | 6:1  | 1:0 | 3:1 |
| Građanski             | n.o. | GRA  | 2:1  | 0:2  | 6:0 | 3:1 |
| Concordia             | n.o. | n.o. | CON  | n.o. | 3:0 | 2:1 |
| Viktorija             | n.o. | n.o. | n.o. | VIK  | ?   | 2:0 |
| Željezničar           | n.o. | n.o. | n.o. | ?    | ŽEL | 1:0 |
| Šparta                | n.o. | n.o. | n.o. | 0:3  | 0:2 | ŠPA |

### Ljestvica učinka

#### Ljestvica jesenskog dijela prvenstva
| mj | naziv kluba | uta | pob | neo | izg | pop | pri | bod |
| -- | ----------- | --- | --- | --- | --- | --- | --- | --- |
| 1. | HAŠK        | 4   | 4   | 0   | 0   | 13  | 3   | 8   |
| 2. | Građanski   | 4   | 3   | 0   | 1   | 11  | 4   | 6   |
| 3. | Concordia   | 4   | 2   | 0   | 2   | 7   | 6   | 4   |
| 4. | Viktorija   | 3   | 2   | 0   | 1   | 5   | 6   | 4   |
| 5. | Željezničar | 4   | 1   | 0   | 3   | 1   | 10  | 2   |
| 6. | Šparta      | 5   | 0   | 0   | 5   | 3   | 11  | 0   |

#### Konačna ljestvica
| mj | naziv kluba | uta | pob | neo | izg | pop | pri | bod |
| -- | ----------- | --- | --- | --- | --- | --- | --- | --- |
| 1. | Viktorija   | 4   | 3   | 0   | 1   | 8   | 3   | 6   |
| 2. | Željezničar | 4   | 3   | 0   | 1   | 6   | 3   | 6   |
| 3. | Šparta      | 4   | 0   | 0   | 4   | 0   | 8   | 0   |

- Prvak Viktorija plasirala su u prednatjecanje za državno prvenstvo 1934.